# Harry Schmidt (Schauspieler)

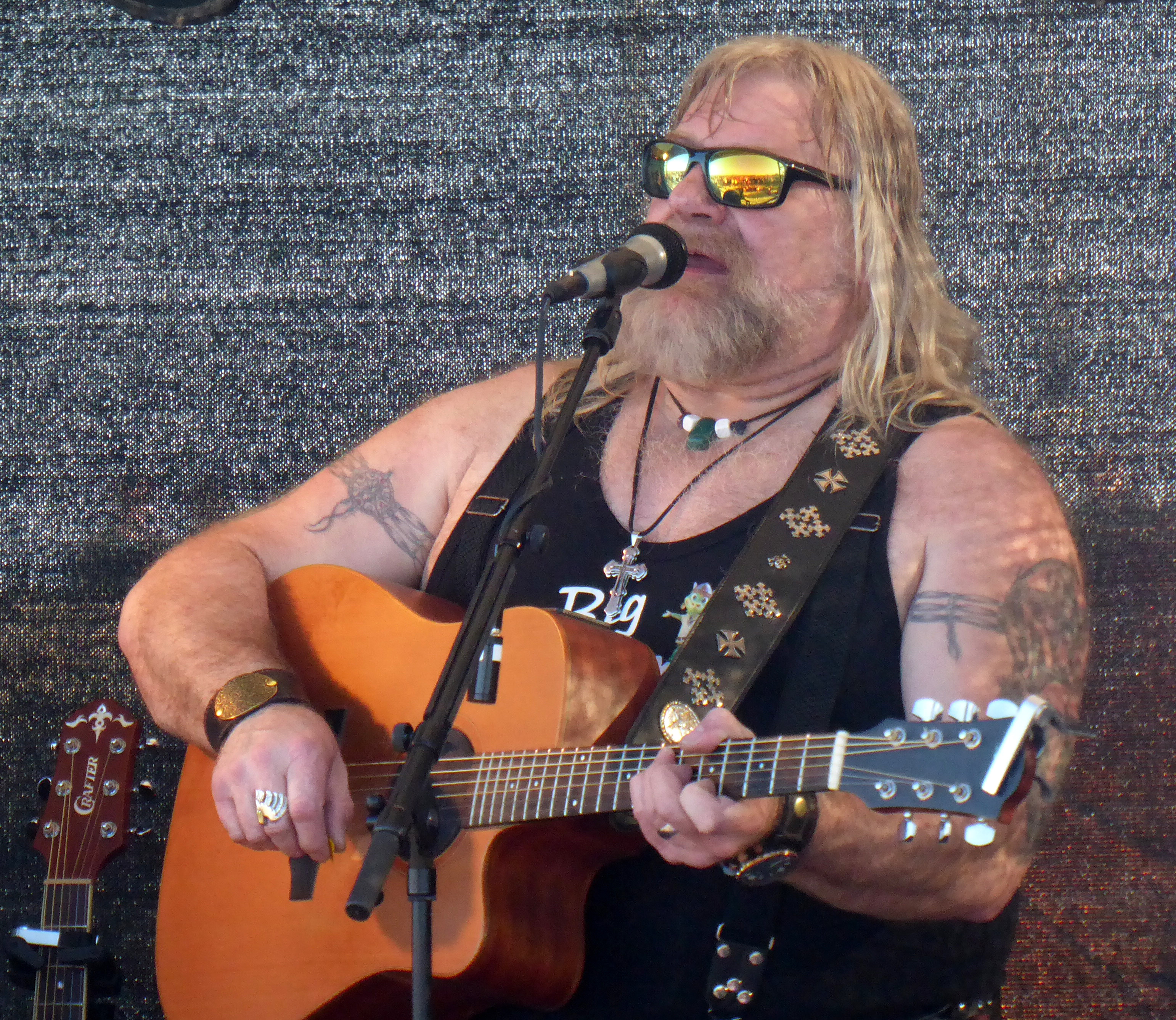
Big Harry, 2019

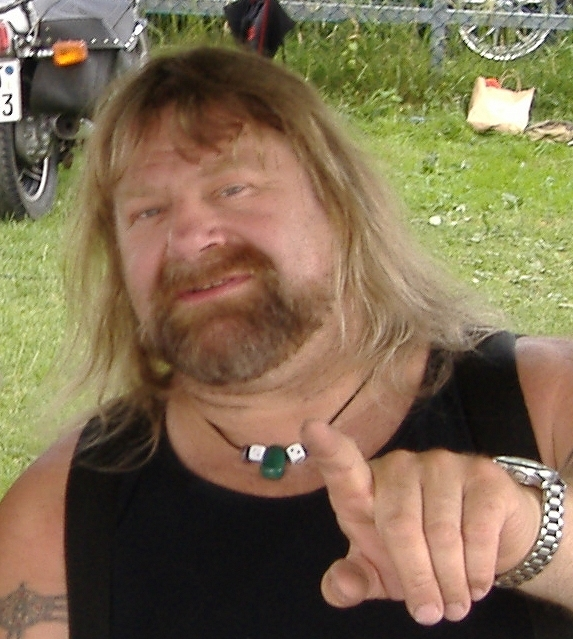
Harry Schmidt 2007

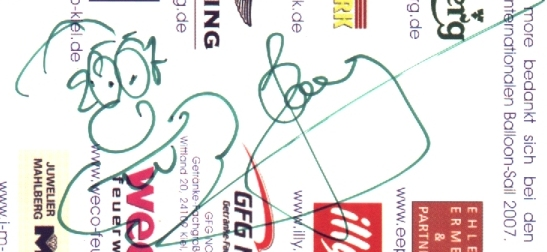
Autogramm 2007

Harry Schmidt (* 15. Juni 1960) ist ein deutscher Laiendarsteller und Musiker. Sein Künstlername ist Big Harry.

## Leben
Schmidt war als Kfz-Mechaniker tätig. Er war im Jahr 2000 Teilnehmer der zweiten Staffel der Fernsehshow Big Brother, bei der er hinter Alida Kurras den 2. Platz erreichte. Im April 2001 veröffentlichte er das Musikalbum Harrys Welt und die Single Mir kann keiner was! (The Wanderer), die in den Musikcharts bis auf Platz 44 kam.
Zwischen 2002 und 2017 hatte er eine wiederkehrende Rolle als Kiez-Kneipenwirt Big Harry in der Serie Großstadtrevier.
Im Oktober 2017 eröffnete er in Eckernförde „Big Harrys Kult-Kneipe“, die er 2019 wieder abgab.
Schmidt lebt mit seiner Ehefrau Gerti in Schleswig-Holstein. Zusammen haben sie sechs Kinder.

## Filmografie
- seit 2002: Großstadtrevier
- 2006: Wer wird Gewinner?

## Diskografie

### Alben
- 2001: Harrys Welt
- 2004: Irgendwas ist ja immer
- 2008: Nordenwind

### Singles
- 2001: Mir kann keiner was!
- 2001: Weinen wie ein Kind